# 芦澤幸男
芦澤 幸男（あしざわ ゆきお、1931年6月1日 - 2015年2月4日）は、日本の経営学者。専修大学商学部元教授。

## 経歴
東京大学法学部卒。
外資系企業にてインダストリー・センター勤務（ロンドン）をはじめとしてインダストリー・サポート事業に従事した後、
1990年 専修大学商学部専任講師。2001年教授。

## 研究
専攻は物流。物流システムの近代化や商品のバーコード化を専門とし、「物流コード・シンボル標準化委員会」委員、「日本標準調査会物流部会専門委員会」委員を務める。

## 主な著書
- 『在庫管理の理論と実践 -適正配分システムをめざして-』（ぎょうせい 1988） ISBN 4324013292